# Phytoliriomyza volatilis
Phytoliriomyza volatilis är en tvåvingeart som beskrevs av Spencer 1969. Phytoliriomyza volatilis ingår i släktet Phytoliriomyza och familjen minerarflugor. Inga underarter finns listade i Catalogue of Life.